# Federico Bertolucci

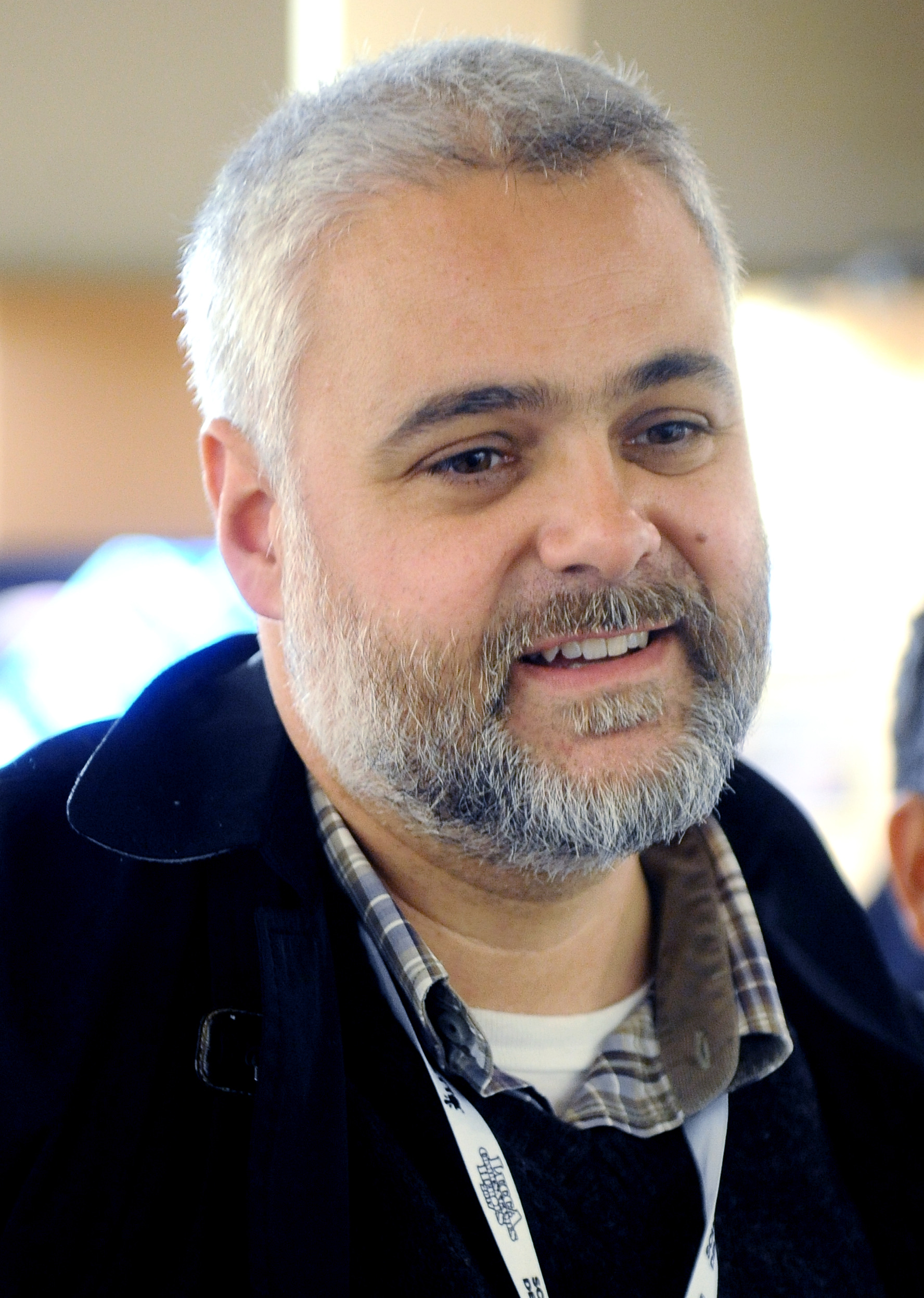
Federico Bertolucci a Lucca Comics & Games 2017

Federico Bertolucci (Viareggio, 27 febbraio 1973) è un fumettista italiano.

## Biografia
Nato a Viareggio il 27 febbraio 1973, si è formato all'Accademia Disney. Ha collaborato con Disney Italia per Topolino, GM, Minni & Co., W.I.T.C.H., PK e Monster Allergy.
Assieme al francese Brrémaud ha realizzato la serie Love. Nel 2011 i due hanno vinto il Gran Guinigi - Premio Speciale della Giuria per Love. La tigre a Lucca Comics & Games. Sempre con Brrémaud ha realizzato la serie Piccole storie.
Con Love nel 2017 ha vinto anche il Premio U Giancu della Mostra internazionale dei cartoonists e lo stesso anno Lucca Comics & Games gli ha dedicato una retrospettiva a Palazzo Ducale. Nel 2019 ha ricevuto il Romics d'Oro. È stato candidato agli Eisner Award.
È docente alla Scuola romana dei fumetti.

## Note

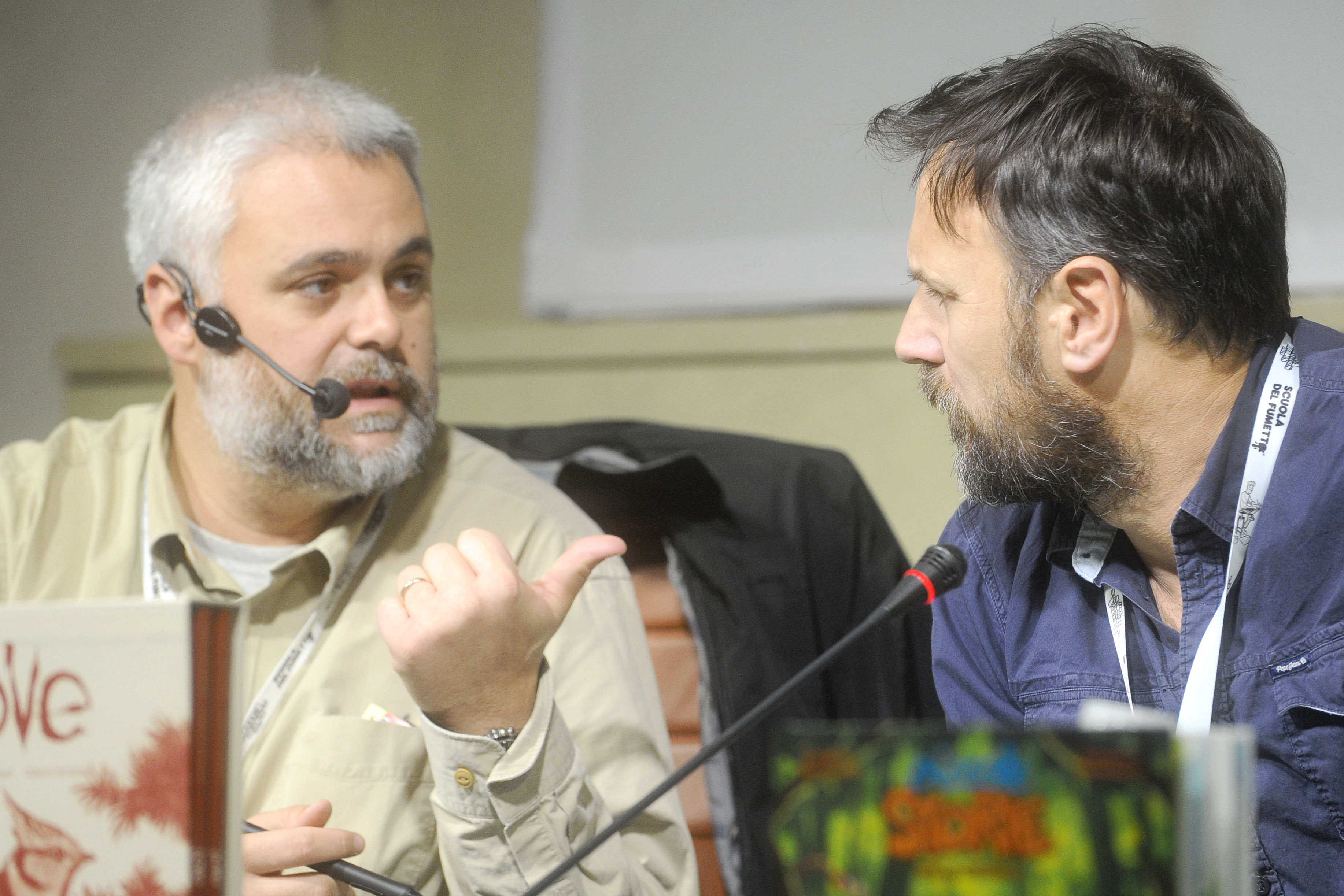
Bertolucci con Brrémaud a Lucca Comics & Games 2017